# Safo (Niger)
Pour les articles homonymes, voir Safo (homonymie).
Safo est une localité et une commune rurale du Niger, département de Madarounfa, région de Maradi.

## Géographie
La localité de Safo est située à 17 km au nord du chef-lieu départemental Madarounfa.
| Sarkin Yamma | Maradi III | Djirataoua, Dan-Issa |
| Tibiri       | Safo       | Madarounfa           |
| Nigeria      | Gabi       |                      |

## Histoire
La commune rurale de Safo instaurée en 2002, est issue du canton de Safo.

## Population
Lors du recensement général de 2012, la population communale est relevée à 85 976 habitants, dont 6 699 habitants pour la localité chef-lieu communal.

## Localités
La commune s'étend sur 59 villages, de 10 hameaux et neuf camps à l'ouest du département de Madarounfa.

## Services et infrastructures
- Centre de Santé Intégré (CSI) à Safo, Baban Rafi et Lili[5].
- Collège d'enseignement général (CEG) à Safo.
- Centre de formation des métiers (CFM) à Safo.